# Zabrnie (powiat tarnobrzeski)
Zabrnie – wieś w Polsce, położona w województwie podkarpackim, w powiecie tarnobrzeskim, w gminie Grębów.
| SIMC    | Nazwa         | Rodzaj     |
| ------- | ------------- | ---------- |
| 0792930 | Lisia Góra    | część wsi  |
| 0792946 | Niwka         | przysiółek |
| 0792952 | Nowiny        | przysiółek |
| 0792969 | Olendry       | część wsi  |
| 0792981 | Zabrnie Dolne | przysiółek |
| 0792923 | Zabrnie Górne | część wsi  |

Nazwa funkcjonuje od 2016 roku. Wieś utworzono przez zmianę statusu wsi Zabrnie Górne na część wsi, oraz odłączenie przysiółków wsi Lisia Góra, Niwka, Nowiny, Oleandry, Zabrnie Dolne.
W latach 1975–1998 miejscowość administracyjnie należała do województwa tarnobrzeskiego.
Nazwa wsi wywodzi się od potoku, który przepływał przez wieś, a którego koryto do tej pory odznacza się w ukształtowaniu terenu. W obrębie wsi znajduje się m.in.:
- Publiczna Szkoła Podstawowa im. Jana Pawła II
- Rzymskokatolicka Parafia Świętych Piotra i Pawła
- Dom Ludowy
- Remiza Ochotniczej Straży Pożarnej
- Ciepłownia Olendry